# الدوري الأدرياتيكي 2009–10
الدوري الأدرياتيكي 2009–10 (بالصربية: Јадранска лига у кошарци 2009/10.)‏ هو الموسم 9 من  الدوري الأدرياتيكي. أقيم خلال الفترة 10 أكتوبر 2009 وحتى 25 أبريل 2010، وأشرف على تنظيمه اتحاد الدوريات الأوروبية لكرة السلة ‏، وكان عدد الأندية المشاركة فيه  14، وفاز فيه نادي بارتيزان لكرة السلة.